# Челси (Масачузетс)
Вижте пояснителната страница за други значения на Челси.
Челси (на английски: Chelsea) е град в окръг Съфолк, Масачузетс, Съединени американски щати. Разположен е на левия бряг на река Мистик, срещу град Бостън. Населението му е 40 227 души (по приблизителна оценка от 2017 г.).
В Челси умира мисионерката Елън Мария Стоун (1846 – 1927).